# Rio de Janeiro Maru
Rio de Janeiro Maru  (りおでじゃねろ丸)  é um navio mercante de passageiros do tipo paquete construído pela Mitsubishi, em Nagasaqui. A embarcação era de propriedade da Kaisha Shosen Osaka Line (OSK), e foi utilizado inicialmente na rota Japão para a América. O Buenos Aires Maru que foi utilizado na  imigração japonesa para o Brasil era seu navio gêmeo.

## História

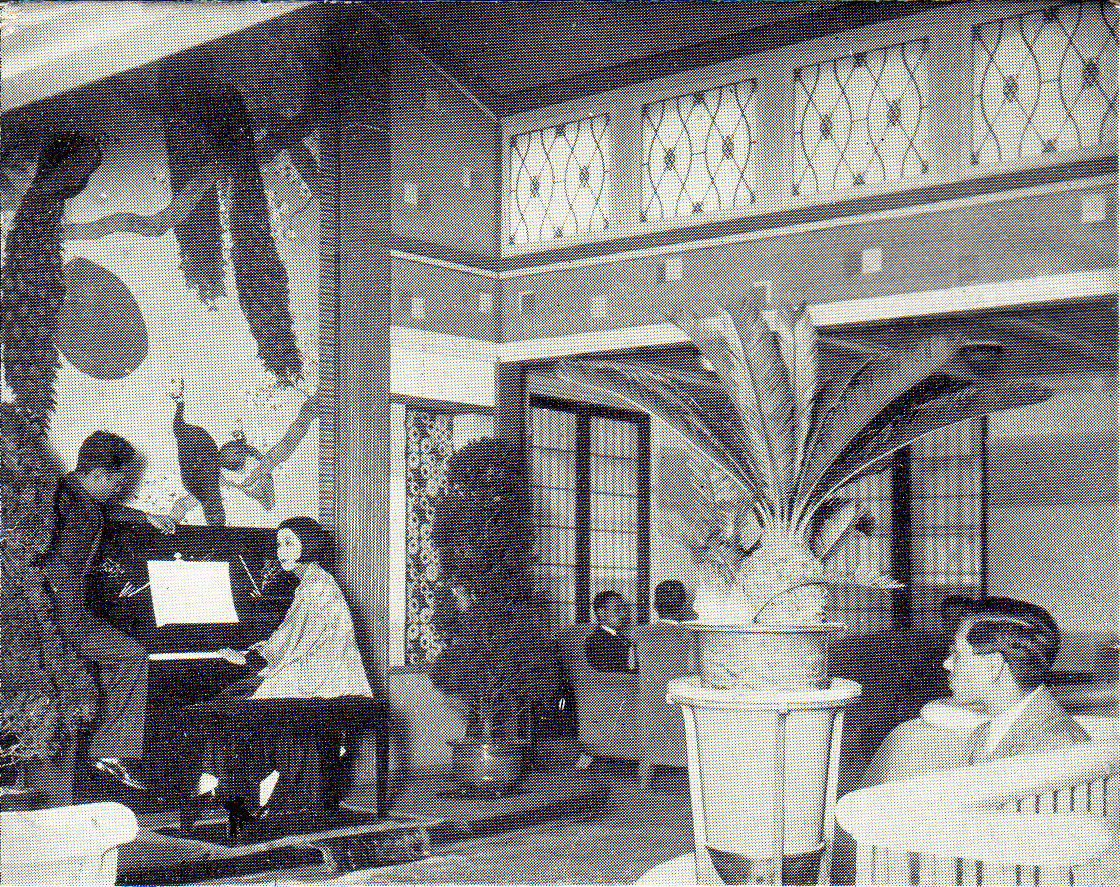
Salão da primeira classe (1939).

Lançado ao mar em 1929 o navio foi utilizado em transporte regular com um único incidente que foi o encalhe na foz do Rio Mississipi em 1934. Destaque também para a volta ao mundo completada em 1937, tendo o porto de Kobe como ponto de partida, a viagem foi feita via cabo da Boa Esperança e canal do Panamá e passagem pelo porto do Rio de Janeiro entre outras cidades. Em 4 de setembro de 1939 colidiu com o navio Kagu Maru nas coordenadas 46° 6' N, 177° 10' E. Avariado o Rio de Janeiro foi rebocado pelo Kagu Maru.

## Imigração
O navio foi utilizado no transporte de imigrantes japoneses para o Brasil. O Rio de Janeiro aportou em Santos nos anos de 1931 (janeiro, junho e dezembro), 1932 (junho e novembro), 1933 (abril e outubro), 1934 (março, abril e agosto), 1935 (janeiro, maio e outubro), 1936 (agosto), 1937 (maio e novembro), 1938 ( março, agosto e dezembro). A última passagem do navio no Brasil foi em 5 de maio de 1939 no porto do Rio de Janeiro e em 7 de maio no porto de Santos.

## Segunda Guerra Mundial

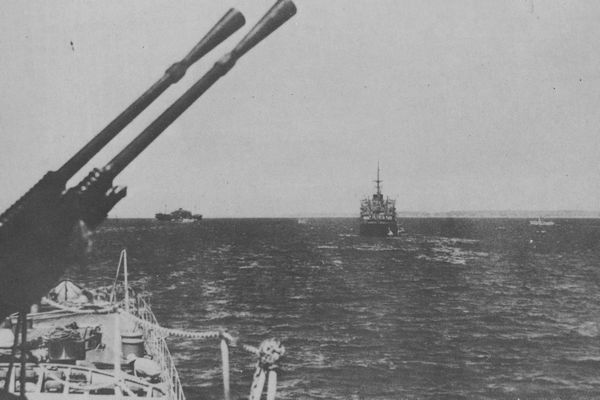
Rio de Janeiro Maru em patrulha (1942).

Com início da guerra a embarcação foi requisitada pela Marinha Imperial do Japão e após reforma e armado com artilharia anti-aérea no Arsenal Naval de Kure foi transformado em navio auxiliar armado. Pouco tempo depois, passou por uma segunda reforma em Harima sendo convertido em navio de apoio a submarinos. No período de 1941 a 1942 participou das operações da Invasão da Malásia britânica. Em maio de 1942 o navio foi atingido por um torpedo possivelmente disparado pelo submarino norte-americano  USS Swordfish quando seguia destino para as ocupadas Índias Orientais Neerlandesas. O navio seguiu para reparos, retornado em operação foi novamente atingido por um torpedo em 26 de julho de 1942 desta vez disparado pelo submarino USS Spearfish. O navio foi reparado e voltou a ativa participando no transporte de prisioneiros de guerra aliados, provisões para as tropas, material bélico e munições. 
Em 17 de Fevereiro de 1944, na região próxima ao atol de Chuuk o Rio de Janeiro Maru foi atacado pela aviação norte-americana durante a Operação Hailstone e afundou. Não existe registro de vítimas. O navio permanece a 33 m de profundidade sendo visitado em mergulho desportivo.